# Arcidiecéze bejrútská
Arcidiecéze bejrútská byla titulární diecéze římskokatolické církve na území Libanonu.

## Historie
Berytus (dnešní Bejrút) bylo starobylé fénické město a centrum. Prvním doloženým biskupem je Eusebios z Nikomédie, přeložený do Nikomédie v roce 324. Původně šlo o diecézi sufragánní k tyrské metropoli, podřízené Antiochijskému patriarchátu, v 5. století ji císař Theodosius II. povýšil na metropolitní sídlo, se sufragánními biskupstvími Byblos, Botrys, Tripolis, Orthosias, Arca, Antarado. Po protestu tyrského metropolity Chalkedonský koncil zrušil císařské nařízení a z Bejrútu se stala autokefální arcidiecéze bez sufragánů, přímo podřízená patriarchovi. Zřejmě zanikla během arabské invaze. V době křížových výprav se stala latinskou diecézí, podřízenou tyrskému arcibiskupovi. Tato diecéze se od 14. století stala latinskou titulární diecézí, v 18. století povýšena na titulární arcidiecézi, v roce 1931 byla zrušena.

## Další bejrútské katolické diecéze
Syrská eparchie bejrútská je vlastní diecézí patriarchy Syrské katolické církve. Maronitská archieparchie bejrútská existuje již od 16. století, v roce 1724 vznikla Melchitská archieparchie bejrútsko-bybloská. Arménská archieparchie bejrútská je sdílem arménského patriarchy. Roku 1929 byla zřízena Arménská archieparchie bejrútská. Od roku 1957 existuje Chaldejská eparchie Bejrút.